# Wilamowo (powiat szczycieński)
Wilamowo (niem. Willamowen, w latach 1932–1945 Wilhelmshof) – wieś w Polsce położona w województwie warmińsko-mazurskim, w powiecie szczycieńskim, w gminie Rozogi. W latach 1975–1998 miejscowość należała administracyjnie do województwa ostrołęckiego.
Wieś mazurska, z zachowaną częściowo zabytkową zabudową drewnianą.

## Historia
Wieś założona w 1646 r. na 40 włókach na prawie chełmińskim. Wieś powstała "na surowym korzeniu" na gruntach leśnych. W 1938 r. w ramach akcji germanizacyjnej zmieniono urzędową nazwę miejscowości na Wilhelmshof. Nową, dwuklasową szkołę zbudowano w 1939 r.